# Vosbergenspelling
De Vosbergenspelling (Nedersaksisch: Vosbergenschriefwiese) is een spellingsysteem dat in 1955 werd ontworpen als eenheidsspelling voor het Nedersaksischtalige gebied in Nederland en Duitsland.

## Ontstaan
De Vosbergenspelling werd in hoofdzaak ontworpen door de Drentse voorvechter van het Nedersaksisch Jan Naarding en de Bentheimer taalkundige Arnold Rakers. Deze laatste lichtte de spelling als volgt toe: "See denkt - såas de schriefwiese van alle kultuurspråken - nich fonetisch, men fonologisch. See is up wettenschuppelike wiese untståån en wieder untwikkeld". De spelling had haar naam te danken aan het feit dat zij werd vastgesteld tijdens een Nedersaksisch symposium in april 1955 op huis en landgoed Vosbergen, destijds het conferentieoord van de Rijksuniversiteit Groningen.
De Vosbergenspelling ontstond vanuit de gedachte dat de veelheid aan regionale of zelfs individuele schrijfwijzen voor de Nedersaksische varianten het wederzijds lezen daarvan onnodig bemoeilijkte. Zo volgden bijvoorbeeld de Nedersaksische varianten in Nederland de spellingconventies van het Nederlands, terwijl de varianten in Duitsland zich naar het Hoogduits richtten. Ook werd gemeend dat een eenheidsspelling de kwaliteit van het Nedersaksisch op schrift zou kunnen verhogen, door schrijvers aan te moedigen om verder te kijken dan het kleine kringetje van de eigen plaats of regio.

## Toepassing
De spelling werd in het Nedersaksische literaire tijdschrift 't Swieniegeltje ('het stekelvarken') gepresenteerd en toegepast. De eerste dichtbundel in de Vosbergenspelling was De Tied blif Baas: Gedichten et Joor rund (1955) van de uit de Graafschap Bentheim afkomstige Karl Sauvagerd. Hierop volgde Algerak (1959) van Arend Lamm uit Twente. In de inleiding van de laatste bundel schreef Arnold Rakers: "De schriefwiese van Vosbergen (of Everloo!) is så maklik, dat ieder kind se heel gaue leren kan (wel 't anders vertelt, weet nich wat he seg, of is te löi üm te begriepen dat de schriefwiese van iedere "kultuur-språke" effenties "leerd" wodden mot)." Ook Jan Naardings dichtbundel Dååd en drööm ('Daad en droom') uit 1966 verscheen in de Vosbergenspelling.

## Falen
De Vosbergenspelling was een van de wapenfeiten van de Nedersaksische Beweging, een veelheid aan initiatieven gedurende een aantal jaar om het Nedersaksisch uit te bouwen als cultuurtaal. Onder streektaalschrijvers, die in meerderheid sterk op de eigen regio gericht bleven, bleek weinig animo om het spellingssysteem aan te leren, en de Vosbergenspelling stierf een stille dood. Er wordt ook nogal eens verondersteld dat het prominente gebruik in de Vosbergenspelling van de corona en de umlaut door de Nedersaksische schrievers als vervreemdend kan zijn ervaren.

## Voorbeeld
Hieronder staat het gedicht Tweidonker van Nikl. Griep (Jelte Dijkstra) links in de Vosbergenspelling, rechts in de Groningse spelling. Uit 't Swieniegeltje, derde jaargang.
| Vosbergenschriefwiese De regen tikt aintoneg En söört in ainernood Sien tröörlaid langs de wegen, Langs stoppellaand en sloot. De kimme spant sůk nauwer, De wereld wordt so klain; Hier våårt döör 't våle düüster De regenwind allain. De lichten, ver, in 't dörpke, Gåån ain vöör ain ůůt 't sicht; So slůten dågen... jåren Vöör ůns höör blinden dicht. De grauwe wilgen schůlen Daip důůknekt bie de sloot; De regen tikt aintoneg En söört in ainernood. | Groningse spelling De regen tikt aintoneg En zeurt in ainernood Zien treurlaid laangs de wegen, Laangs stoppellaand en sloot. De kimme spant zok naauwer, De wereld wordt zo klain; Hier voart deur t voale duuster De regenwind allain. De lichten, ver, in t dörpke, Goan ain veur ain oet t zicht; Zo sloeten doagen... joaren Veur ons heur blinden dicht. De graauwe wilgen schoelen Daip doeknekt bie de sloot; De regen tikt aintoneg En zeurt in ainernood. |